# ترمس طويل
الترمس الطويل (باللاتينية: Lupinus elatus) نوع نباتي يتبع جنس الترمس من الفصيلة البقولية المعروفة بقدرتها على تثبيت النيتروجين الجوي من خلال بكتيريا المستجذرة.
موطنه منطقة شرق لوس أنجليس في ولاية كاليفورنيا في جنوب غرب الولايات المتحدة.

## الوصف النباتي
نبات معمر قائم. الأوراق مركبة. الساق مغطاة بوبر فضي. النورة قصيرة يصل ارتفاعها إلى 8 سم. الأزهار زرقاء إلى بنفسجية. الثمرة قرن طوله من 2 إلى 3 سم.